# 高士廉

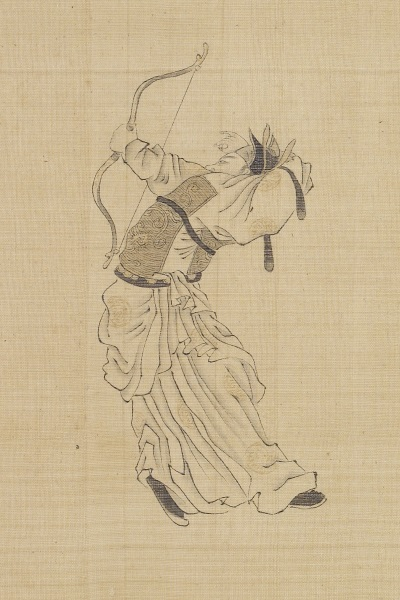
高士廉

高 士廉（こう しれん、武平7年（576年） - 貞観21年1月5日（647年2月14日））は、中国の隋から唐にかけての官僚・武将。名は倹。士廉は字であり、字をもって通称される。本貫は渤海郡蓨県。唐の凌煙閣二十四功臣のひとりに挙げられた。

## 経歴
北斉末、清河王高岳の子の楽安王高勱の子として生まれた。士廉は聡明で度量があり、顔かたちは絵に描いたようであり、書をいちど見ると暗誦してしまったと伝えられる。隋の司隷大夫の薛道衡や起居舎人の崔祖濬らと交友して、名を知られた。北斉の宗室として、派手な交際を避け、終南山の下に寓居した。吏部侍郎の高構の勧めにより出仕し、隋の仁寿年間に文才甲科に及第して、治礼郎に任じられた。妹は長孫晟に嫁ぎ、後に孤児となった甥の長孫無忌兄妹を引き取っている。斛斯政が高句麗に逃れると、交友があったためにその罪に連座して、交趾郡朱䳒県主簿に左遷された。ときに母が老いており、遠隔の地に連れて行くことができなかったので、妻の鮮于氏を残して母を世話させることとして赴任した。
隋末の戦乱で長安との連絡が途絶えると、交趾郡太守の丘和に召されて司法書佐に任ぜられた。欽州の俚帥の甯長真が兵を率いて交趾に侵入すると、士廉は行軍司馬となって、迎撃してこれを破った。
李淵が嶺南に遣使すると、武徳5年（622年）に士廉は丘和とともに唐に降り、秦王李世民の下で治中となり、重用された。武徳9年（626年）、李世民が皇太子李建成と争うと、士廉は長孫無忌とともに李建成を討つ計画を定めた。玄武門の変の当日は士廉は囚人を釈放してかぶとを着せ、芳林門に向かって李世民の援軍として戦った。李世民が皇太子となると、太子右庶子に任じられた。貞観元年（627年）、侍中に進み、義興郡公に封ぜられた。王珪をかくまって奏上しなかったため、安州都督に左遷された。
益州大都督府長史に進んだ。士廉は益州の地で学校を復興し、灌漑のための水道を広げ、現地の風俗を一変させた。
貞観5年（631年）、長安に召還されて吏部尚書となり、許国公に進封された。貞観9年（635年）、司空に進んだ。特進・上柱国の位を加えられた。貞観12年（638年）、申国公となり、尚書右僕射に転じた。
太宗李世民が洛陽に行幸すると、皇太子の李承乾が監国となり、士廉は太子少師として補佐するよう命じられた。貞観16年（642年）、隠退を望んで請願したが、僕射の任を解かれたのみで、開府儀同三司・同中書門下三品に任じられて、政治の権限を残された。貞観18年（644年）、太宗が高句麗を攻撃すると、皇太子李治が監国として定州に駐留し、士廉は太傅として補佐した。貞観20年（646年）、長安に帰還する途中、并州で病に倒れた。
貞観21年（647年）正月、長安の崇仁里の私邸で世を去った。司徒・并州都督の位を追贈され、文献と諡され、昭陵に陪葬された。高宗李治が即位すると、太尉の位を加えられた。
六子があり、高履行・高至行・高純行・高真行・高審行・高慎行が名を知られた。

## 伝記資料
- 『旧唐書』巻65 列伝第15「高士廉伝」
- 『新唐書』巻95 列伝第20「高士廉伝」